# Седларци
 За селото в Северна Македония вижте Седларци (община Василево).  
Седла̀рци е село в Южна България, община Ардино, област Кърджали.

## География
| Население по години | Население по години |
| ------------------- | ------------------- |
| 1985 г.             | 275 души            |
| 1992 г.             | 145 души            |
| 2001 г.             | 133 души            |
| 2011 г.             | 94 души             |
| 2019 г.             | 83 души             |

Село Седларци се намира в източната част на Западните Родопи, на 15 – 20 km западно от границата им с Източните Родопи, на около 30 km запад-югозападно от град Кърджали, 9 km югозападно от град Ардино и 11 km север-северозападно от град Неделино. На 700 – 800 m южно от Седларци е село Жълтуша, а на около километър северозападно тече река Арда. Надморската височина при трафопоста в югоизточната част на селото е около 706 m.
При преброяването на населението към 1 февруари 2011 г., от обща численост 94 лица, за 93 лица е посочена принадлежност към „българска“ етническа група и за едно не е даден отговор.

## История
Село Седларци е създадено чрез отделяне от село Жълтуша през 1981 г. на съставната му махала Седларци (Семерджилер).

## Население
Преброяване на населението през 2011 г.
Численост и дял на етническите групи според преброяването на населението през 2011 г.:
|                     | Численост | Дял (в %) |
| Общо                | 94        | 100,00    |
| Българи             | 93        | 98,93     |
| Турци               | 0         | 0,00      |
| Цигани              | 0         | 0,00      |
| Други               | 0         | 0,00      |
| Не се самоопределят | 0         | 0,00      |
| Неотговорили        | 1         | 1,06      |

## Религии
Религията, изповядвана в селото, е ислям.

## Обществени институции
Село Седларци към 2020 г. е център на кметство Седларци.